# Evropská měnová unie

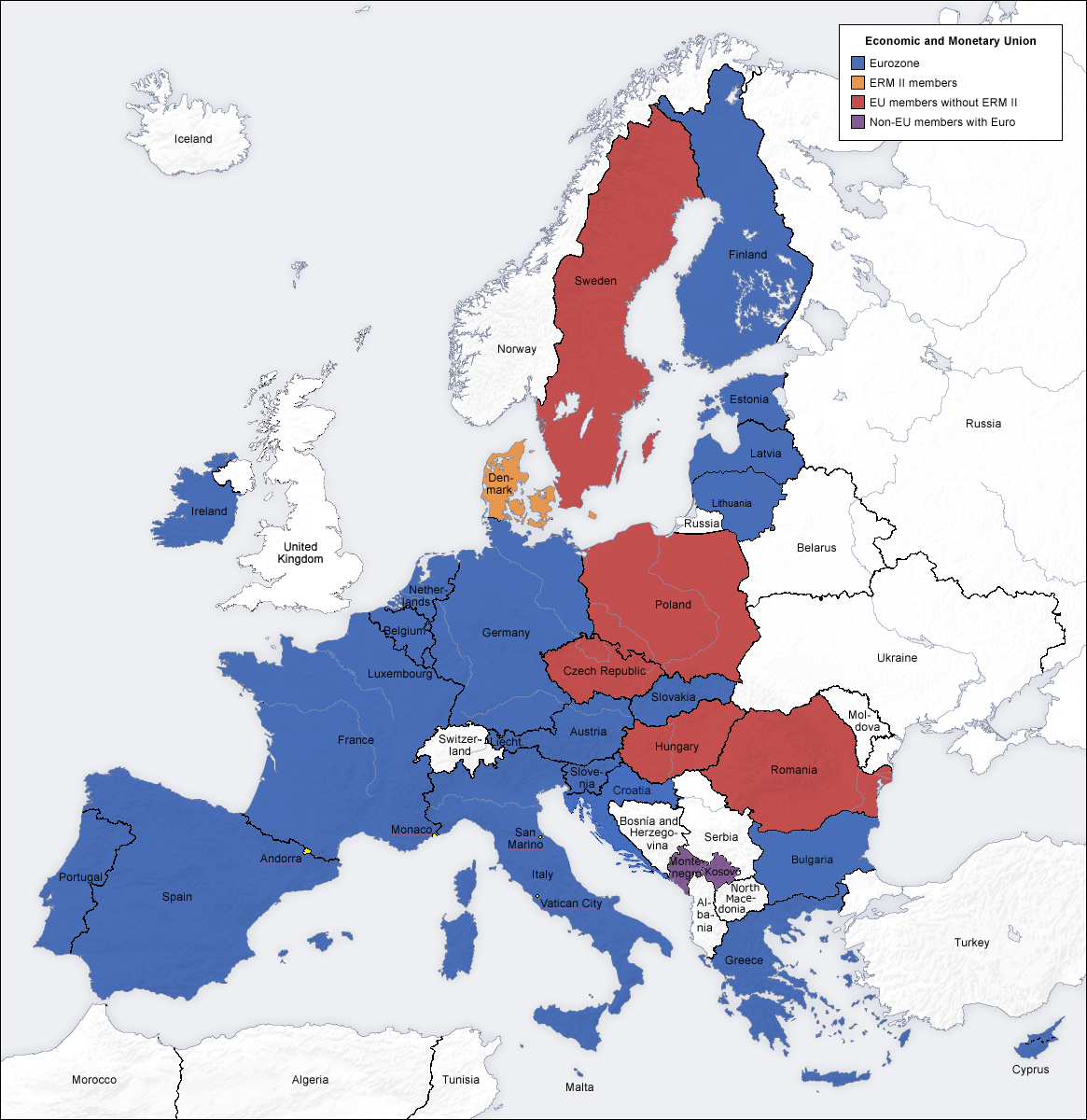
Evropská měnová unie včetně eurozóny a další země

Členy Evropské hospodářské a měnové unie, často zkráceně Evropské měnové unie, jsou všechny země EU, což například znamená, že jejich centrální banky spolupracují v Evropském systému centrálních bank nebo že je mezi nimi zabezpečen volný pohyb kapitálu.

## Vývoj EMU
Předstupněm Evropské měnové unie byl Evropský měnový systém, který zavedl navázání evropských měn na ECU. Samotná Evropská měnová unie byla vytvořena na základě Delorsovy zprávy, která předpokládala vytvoření EMU ve třech stadiích:

### 1. stadium
1. 7. 1990 - 31. 12. 1993
- 1. července 1990 byly v EU plně liberalizovány kapitálové transakce
- Maastrichtská smlouva zavedla tzv. Maastrichtská kritéria pro vstup do EMU, viz stránky o Evropské unii

### 2. stadium
1. 1. 1994 - 31. 12. 1998
- 1. ledna 1994 byl vytvořen Evropský měnový institut (EMI) s cílem posilování měnové spolupráce mezi státy EU
- 16. prosince 1995 byly dokončeny detaily ohledně budoucí společné měny, například její název „euro“
- 16.-17. července 1997 rozhodla Evropská rada na zasedání v Amsterdamu o vytvoření Paktu stability, který měl zabezpečit rozpočtovou disciplínu zemí po přijetí eura. Na témže summitu byl vytvořen ERM II, který zavedl navázání měn na euro místo na ECU
- 3. května 1998 bylo vybráno 11 zemí, které směly vstoupit do třetího stadia vytváření EMU
- 1. července 1998 byla vytvořena Evropská centrální banka
- 31. prosince 1998 se zavedly fixní poměry mezi jedenácti měnami zemí, které vstoupily dále do třetího stadia EMU

### 3. stadium
1. 1. 1999 -
- 1. ledna 1999: Evropská centrální banka začala provádět společnou měnovou politiku
- 1. ledna 2001: Řecko vstoupilo do třetí fáze EMU
- 1. ledna 2002: euromince a eurobankovky byly dány do oběhu
- 1. ledna 2007: Slovinsko vstoupilo do třetí fáze EMU
- 1. ledna 2008: Kypr a Malta vstoupily do třetí fáze EMU
- 1. ledna 2009: Slovensko vstoupilo do třetí fáze EMU
- 1. ledna 2011: Estonsko vstoupilo do třetí fáze EMU
- 1. ledna 2014: Lotyšsko vstoupilo do třetí fáze EMU
- 1. ledna 2015: Litva vstoupila do třetí fáze EMU
- 1. ledna 2023: Chorvatsko vstoupilo do třetí fáze EMU

## Členské státy EMU
Členy Evropské měnové unie jsou všechny členské státy Evropské unie - 27 rovnoprávných členských států. Z těchto 27 států jich 20 používá euro a tvoří eurozónu: Belgie, Estonsko, Finsko, Francie, Chorvatsko, Irsko, Itálie, Kypr, Litva, Lotyšsko, Lucembursko, Malta, Německo, Nizozemsko, Portugalsko, Rakousko, Řecko, Slovensko, Slovinsko a Španělsko. 7 zbývajících členských států Evropské měnové unie nezavedlo euro jako svou měnu: Bulharsko, Česko, Dánsko, Maďarsko, Polsko, Rumunsko a Švédsko. Dánsko a Bulharsko je zároveň členem ERM II (jednou z podmínek přijetí eura je dvouleté setrvání v ERM II). Měnové kurzy v ERM II se smí pohybovat +/- 15 % od kurzu eura, Dánsko se dobrovolně zavázalo, že bude dodržovat fluktuační pásmo +/- 2,25 %.

## Další státy a území používající euro
- Monako, San Marino a Vatikán: tyto státy na základě dohod používají euro jako vlastní měnu, mají právo razit vlastní euromince.
- Andorra také používá euro na základě dohody s Evropskou unií, právo razit vlastní euromince má od 1. července 2013.[1] První andorrské euromince však k obyvatelům státu dostaly až v prosinci 2014.
- Kosovo a Černá Hora se jednostranně rozhodly používat euro jako vlastní měnu
- Svatý Bartoloměj a Saint Pierre a Miquelon (francouzská zámořská území), přestože nejsou plnohodnotnou součástí Evropské unie, používají euro
- Britské suverénní vojenské základny Akrotiri a Dekelia na ostrově Kypr jednostranně adoptovaly euro 1. ledna 2008. Toto území je pod britskou korunou, ale není součástí EU. Zákony těchto základen jsou sladěny se zákony Kyperské republiky. Proto, když Kypr začal používat euro, i tyto základny jednostranně převzaly euro za vlastní měnu.

## Státy s měnami navázanými na euro
V roce 2011 používaly měny navázané na euro 3 francouzská zámořská území, 3 malé ostrovní státy v Africe, 14 států střední a západní Afriky, 1 severoevropský stát zapojený do ERM II a 2 balkánské státy.
- Dánsko je členem ERM II a má tedy svou měnu navázanou na euro.
- Bulharsko má svou měnu na euro navázanou od roku 1999 a je členem ERM ll od roku 2020.
- Bosna a Hercegovina má režim pevného kursu s navázáním na euro.
- 14 zemí střední a západní Afriky používá CFA frank, který byl dříve navázán v pevném poměru na francouzský frank, nyní na euro: Čad, Benin, Burkina Faso, Gabon, Guinea-Bissau, Kamerun, Kongo, Mali, Niger, Pobřeží slonoviny, Rovníková Guinea, Senegal, Středoafrická republika, Togo
- Francouzská Polynésie, Nová Kaledonie a Wallis a Futuna jsou sice součástí Francie, ve vztahu k Evropské unii mají statut „zámořské země a území“. Používají CFP frank, který byl stejně jako CFA frank navázán na francouzský frank, nyní na euro.
- Komory, Kapverdy a Svatý Tomáš a Princův ostrov mají své měny (komorský frank, kapverdské escudo a svatotomášská dobra) navázány v pevném poměru k euro.